# 妮古拉·威利斯
妮古拉·威利斯（英語：Nicola Valentine Willis，1981年3月7日—）是新西兰政治家，拥有英国文学和新闻背景。威利斯于2018年进入新西兰国会，现任新西兰国家党副领袖。2023年11月，威利斯被任命为新西兰财政部长。

## 早年经历
威利斯出生并成长于新西兰下哈特区的霍华德角（Point Howard）。她的第一份工作是在惠灵顿的一家贝果店Wholly Bagel担任收银员和服务员，后来又在服装零售店工作过。
2003年，威利斯毕业于惠灵顿维多利亚大学英国文学专业。毕业后，威利斯曾担任比尔·英格利希的研究和政策顾问，并在2008年担任约翰·基的高级顾问。
2012年，威利斯加入乳制品公司恒天然担任说客，后来担任恒天然营养管理计划的总经理，并加入了说客团体新西兰商业协会旗下的新西兰出口协会董事会。
从2016年5月到2017年2月，威利斯一直担任新西兰倡议组织（New Zealand Initiative）的董事。
2017年，威利斯获得了坎特伯雷大学新闻学研究生文凭。
同年，威利斯作为惠灵顿中央选区的国家党候选人参加了2017年大选，当时在党内排名第48位。

## 观点和立场
威利斯被描述为社会自由主义者，关注女同性恋、男同性恋、双性恋和跨性别人士的权利议题，以及关注气候变化。她是国家党环保核心小组的成员。

## 个人生活
威利斯于2007年与邓肯·斯莫尔（Duncan Small）结婚，育有四个孩子。